# Curtiss Model H
Curtiss Model H era a designação de uma família de classes de primeiros hidroaviões de longo alcance, os dois primeiros dos quais foram desenvolvidos diretamente nos Estados Unidos em resposta ao desafio do prêmio de £ 10.000 lançado em 1913 pelo jornal de Londres, o Daily Mail, para a primeira travessia aérea sem escalas do Atlântico. 
Como a primeira aeronave com alcance transatlântico e capacidade de transporte de carga, o Model H tornou-se o primeiro desenvolvimento que levou às primeiras viagens aéreas comerciais internacionais e, por extensão, ao mundo moderno da aviação comercial. A última classe amplamente produzida, o Modelo H-12, foi retrospectivamente designado Model 6 pela empresa de Curtiss na década de 1930, e várias classes têm variantes com letras com sufixo indicando diferenças.

## Projeto e desenvolvimento
Tendo alcance transatlântico e capacidade de transporte de carga por design, a primeira leva de H-2 (logo apelidada de "The Americans" pela "Royal Navy") foram rapidamente convocada para uso em tempo de guerra como aeronave de patrulha e resgate pelo RNAS, o braço aéreo da Marinha Real Britânica. As duas aeronaves originais de "avaliação" foram de fato temporariamente apreendidas pela Marinha Real, que mais tarde pagou por elas e fez um pedido inicial de 12 adicionais - todos os 14 foram militarizados (por exemplo, adicionando suportes de armas) e designados o "H-4" (os dois originais foram posteriormente os modelos "H-2" para historiadores aéreos). Essas mudanças foram produzidas sob contrato da fábrica da Curtiss no último pedido de 50 "H-4s", dando um total de 64 classes, antes da evolução de uma sucessão de modelos de classe H maiores, mais adaptáveis e mais robustos. Este artigo abrange toda a linha de cerca de 500 hidroaviões Curtiss Model H que se sabe terem sido produzidos, uma vez que os modelos sucessivos - por qualquer designação de submodelo - eram fisicamente semelhantes, manuseados de forma semelhante, essencialmente apenas aumentados de tamanho e equipados com maiores e motores aprimorados – os avanços na tecnologia de motores de combustão interna na década de 1910 foram tão rápidos e explosivos quanto qualquer avanço tecnológico jamais foi.

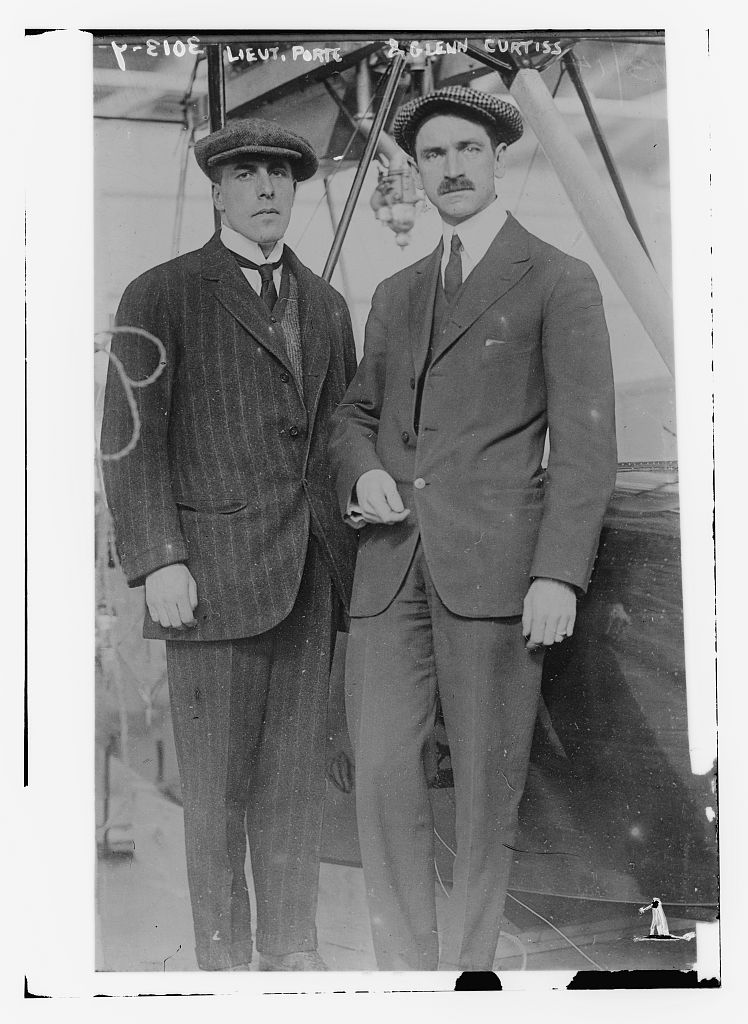
Porte e Curtiss como eles apareceram no The New York Times em 10 de março de 1914, ao lado de um Model F..

Quando o jornal Daily Mail de Londres ofereceu um prêmio de £ 10.000 para a primeira travessia aérea sem escalas do Atlântico em 1913, o empresário americano Rodman Wanamaker decidiu que o prêmio deveria ir para uma aeronave americana e contratou a Curtiss Airplane and Motor Company para projetar e construir uma aeronave capaz de fazer o vôo. A oferta do Mail de um grande prêmio monetário por "uma aeronave com alcance transoceânico" (em uma era praticamente sem aeroportos) galvanizou os entusiastas do ar em todo o mundo e na América, levou a uma colaboração entre os pioneiros aéreos americanos e britânicos: Glenn Curtiss e John Cyril Porte, estimulado financeiramente pelo financiamento nacionalista do entusiasta do ar Rodman Wanamaker. A classe, enquanto encomendada por Wanamaker, foi projetada sob a supervisão de Porte após seu estudo e rearranjo do plano de vôo e construída nas oficinas de Curtiss. O resultado foi uma versão ampliada do trabalho de Curtiss para a Marinha dos Estados Unidos e seu Curtiss Model F.[1] Com Porte também como Piloto Chefe de Testes, o desenvolvimento e teste de dois protótipos prosseguiram rapidamente, apesar das inevitáveis surpresas e problemas iniciais inerentes aos novos motores, casco e fuselagem.
O Wanamaker Flier era um projeto biplano convencional com duas baias, asas não escalonadas de envergadura desigual com dois motores de trator montados lado a lado acima da fuselagem no espaço interplano. Os pontões das pontas das asas estavam presos diretamente abaixo das asas inferiores, perto de suas pontas. A aeronave se assemelhava aos projetos anteriores de hidroaviões de Curtiss, mas era consideravelmente maior para transportar combustível suficiente para cobrir 1.100 milhas (1.770 km). Os três membros da tripulação foram acomodados em uma cabine totalmente fechada.
Nomeado "America" e lançado em 22 de junho de 1914, os testes começaram no dia seguinte e logo revelaram uma séria falha no projeto: a tendência do nariz da aeronave tentar submergir à medida que a potência do motor aumentava enquanto taxiava na água. Esse fenômeno não havia sido encontrado antes, já que os projetos anteriores de Curtiss não usavam motores tão poderosos. A fim de neutralizar este efeito, Curtiss instalou barbatanas nas laterais da proa para adicionar sustentação hidrodinâmica, mas logo as substituiu por sponsons para adicionar mais flutuabilidade. Ambos os protótipos, uma vez equipados com sponsons, foram então chamados de Modelo H-2s atualizados incrementalmente alternadamente. Esses patrocínios continuariam sendo uma característica proeminente do design do casco do hidroavião nas décadas seguintes. Com o problema resolvido, os preparativos para a travessia transatlântica foram retomados e 5 de agosto de 1914 foi selecionado para aproveitar a lua cheia.

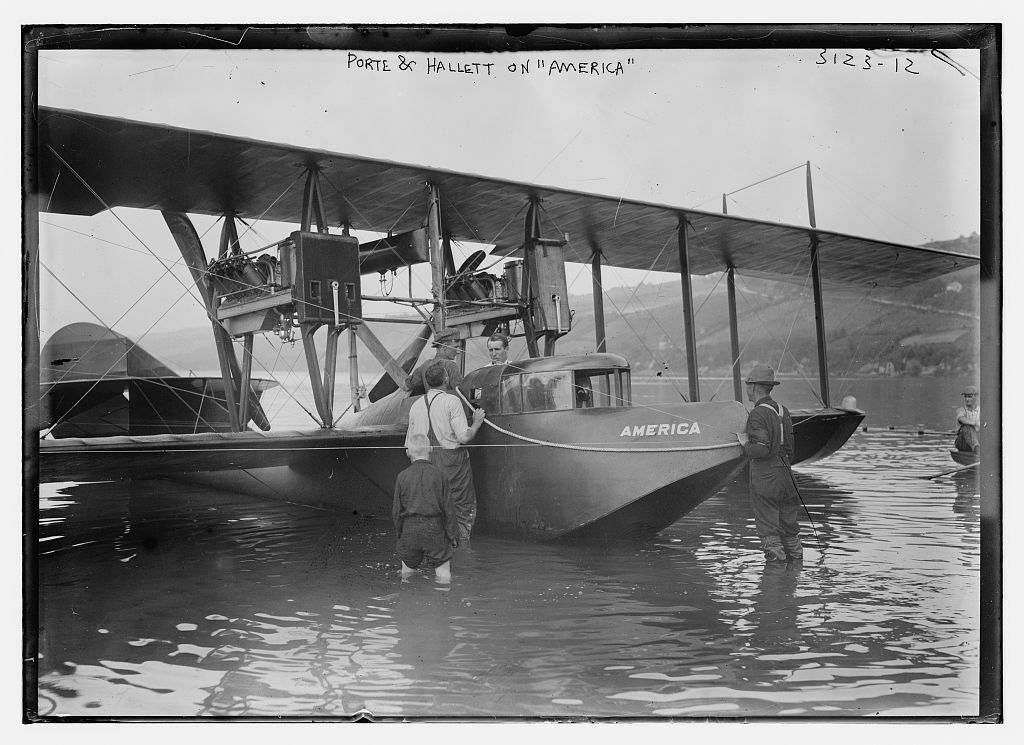
Porte & Hallett no "America", após o lançamento em Hammondsport, junho de 1914, mostrando os motores Curtiss OX-5.

Esses planos foram interrompidos pela eclosão da Primeira Guerra Mundial, que também viu Porte, que pilotaria o América com George Hallett, ser chamado de volta ao serviço da Marinha Real Britânica. Impressionado com as capacidades que ele havia testemunhado, Porte instou o Almirantado a comandar (e mais tarde, comprar) o America e sua aeronave irmã de Curtiss. No final do verão de 1914, ambos foram testados com sucesso e enviados para a Inglaterra em 30 de setembro, a bordo do RMS Mauretania. Isto foi seguido por uma decisão de encomendar mais 12 aeronaves semelhantes, um Modelo H-2 e o restante como Modelo H-4, quatro exemplos deste último sendo montados no Reino Unido por Saunders. Todos eles eram essencialmente idênticos ao design do America e, de fato, todos eram chamados de "Américas" no serviço da Marinha Real. Este lote inicial foi seguido por um pedido de mais 50.
Essas aeronaves logo foram de grande interesse para o Almirantado Britânico como embarcações de patrulha antissubmarino e para funções de resgate aéreo-marítimo. A compra inicial da Marinha Real de apenas duas aeronaves acabou gerando uma frota de aeronaves que prestou serviço militar extensivo durante a Primeira Guerra Mundial nessas funções, sendo amplamente desenvolvida no processo (juntamente com muitas variantes derivadas ou descendentes) sob os ciclos de pesquisa e desenvolvimento compactados disponível em tempo de guerra. Consequentemente, à medida que a guerra avançava, o Modelo H foi desenvolvido em variantes progressivamente maiores e serviu de base para desenvolvimentos paralelos no Reino Unido sob John Cyril Porte, que levaram à série "Felixstowe" de hidroaviões com seu melhor casco hidrodinâmico formas, começando com o Felixstowe F.1 - uma forma de casco que depois se tornou o padrão em hidroaviões de todos os tipos, assim como os patrocinadores fizeram para hidroaviões.

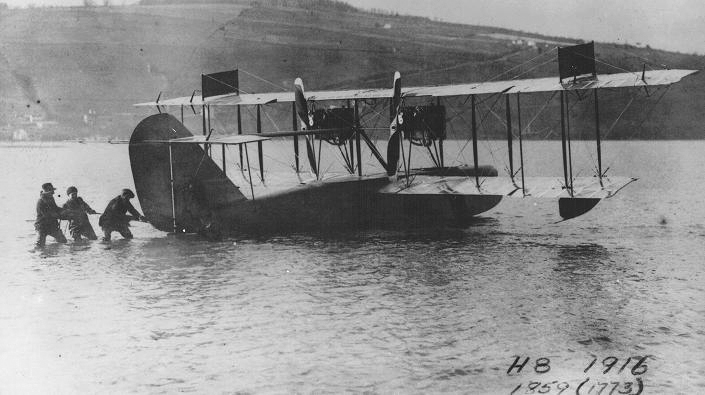
Protótipo do modelo "H-8"
no lago Keuka, 1916.

A Curtiss desenvolveu em seguida uma versão ampliada do mesmo projeto, designada Modelo H-8, com acomodação para quatro tripulantes. Um protótipo foi construído e oferecido à Marinha dos Estados Unidos, mas também foi comprado pelo Almirantado Britânico. Esta aeronave serviria como padrão para o Modelo H-12, amplamente utilizado pela Marinha Real e pela Marinha dos Estados Unidos. Após a sua adoção em serviço pelo RNAS, eles ficaram conhecidos como "Large America", com os H-4 recebendo o retrônimo "Small America".
Conforme construído, o Modelo H-12 tinha motores Curtiss VXX de 160 hp (118 kW), mas esses motores estavam com pouca potência e eram considerados insatisfatórios pelos britânicos, então no serviço Royal Naval Air Service (RNAS) o H-12 foi re-motorizado com o Rolls-Royce Eagle I de 275 hp (205 kW) e, em seguida, o Eagle VIII de 375 hp (280 kW). Porte redesenhou o H-12 com um casco melhorado; este projeto, o Felixstowe F.2, foi produzido e entrou em serviço. Alguns dos H-12 foram posteriormente reconstruídos com um casco semelhante ao F.2, sendo essas reconstruções conhecidas como Converted Large America. Aeronaves posteriores para a Marinha dos EUA receberam o motor Liberty (designado Curtiss H-12L).

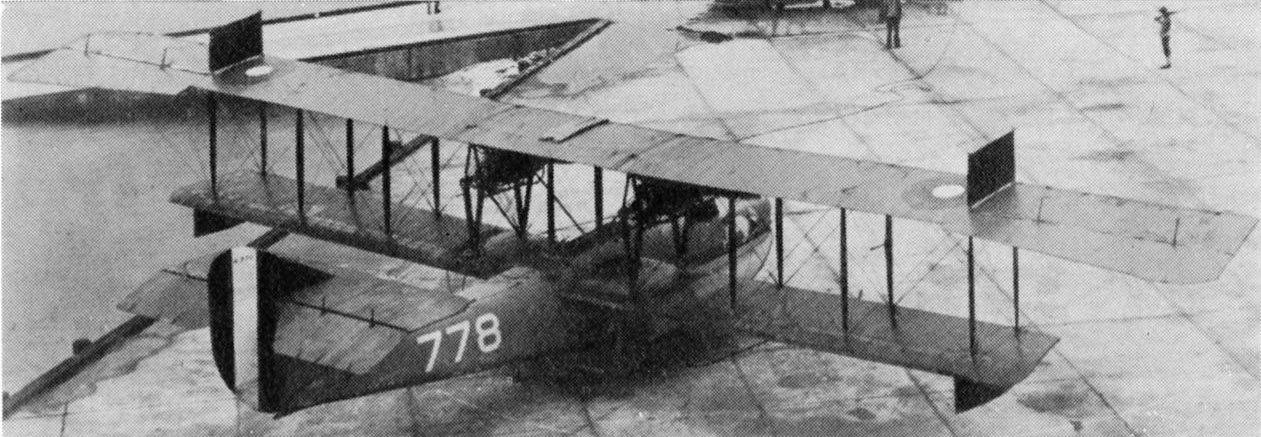
O Curtiss H-12L no "U.S. Navy service".

Curiosamente, a designação da empresa Curtiss Modelo H-14 foi aplicada a um projeto completamente não relacionado (veja Curtiss HS), mas o Modelo H-16, introduzido em 1917, representou o passo final na evolução do projeto Modelo H. Com asas de maior envergadura e um casco reforçado semelhante aos hidroaviões Felixstowe, os H-16 eram movidos por motores Liberty no serviço da Marinha dos EUA e por Eagle IVs para a Marinha Real. Essas aeronaves permaneceram em serviço até o final da Primeira Guerra Mundial. Algumas foram colocadas à venda como equipamento militar excedente por US$ 11.053 cada (um terço do preço de compra original). Outras permaneceram no serviço da Marinha dos EUA por alguns anos após a guerra. , a maioria recebendo atualizações de motor para variantes Liberty mais poderosas.

## Histórico operacional

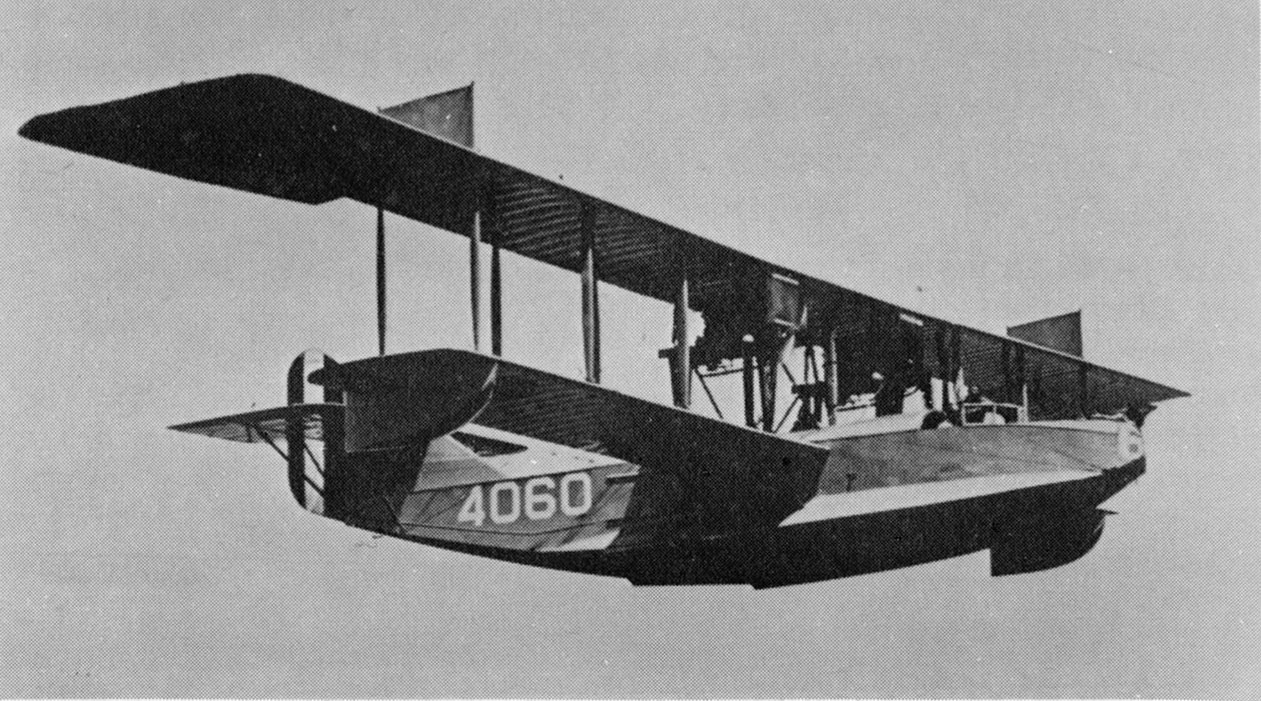
O Curtiss H-16 no "U.S. Navy service".

Com o RNAS, H-12s e H-16s operaram a partir de estações de hidroaviões na costa em patrulhas anti-submarino e anti-Zeppelin de longo alcance sobre o Mar do Norte. Um total de 71 H-12s e 75 H-16s foram recebidos pelo RNAS, iniciando as patrulhas em abril de 1917, com 18 H-12s e 30 H-16s restantes em serviço em outubro de 1918.
Os H-12 da Marinha dos EUA foram mantidos em casa e não viram serviço estrangeiro, mas realizaram patrulhas anti-submarino de suas próprias estações navais. Vinte aeronaves foram entregues à Marinha dos EUA. Alguns dos H-16, no entanto, chegaram às bases no Reino Unido a tempo de ver um serviço limitado pouco antes da cessação das hostilidades. Os pilotos da Marinha não gostavam do H-16 porque, no caso de um pouso forçado, os grandes motores acima e atrás da cabine provavelmente se soltariam e continuariam atacando o piloto.

## Variantes
- Model H-1 ou Model 6: original America destinado a travessia transatlântica (dois protótipos construídos)
- Model H-2 (um construído)
- Model H-4: semelhante ao H-1 para RNAS (62 construídos)
- Model H-7: Super America[11]
- Model H-8: versão ampliada do H-4 (um protótipo construído)
- Model H-12 ou Model 6A: versão de produção do H-8 com motores Curtiss V-X-X (104 construídos)
  - Model H-12A ou Model 6B: versão RNAS reprojetada com Rolls-Royce Eagle I
  - Model H-12B ou Model 6D: versão RNAS reprojetada com Rolls-Royce Eagle VIII
  - Model H-12L: versão USN reprojetada com motor Liberty
- Model H-16 ou Model 6C: versão ampliada do H-12 (334 construído por Curtiss e Naval Aircraft Factory)
  - Model H-16-1: Model 16 equipado com motores em configuração por impulsão (um construído)
  - Model H-16-2: Model 16 equipado com motores em configuração por impulsão e célula de asa revisada (uma construída)

## Operadores
Brasil
- Aviação Naval Brasileira

 Canadá
- Força Aérea Canadense – dois H-16 Large Americas ex-Royal Air Force como um Presente Imperial[12]

 Países Baixos
- Serviço de Aviação Naval da Holanda – um Curtiss H-12 em serviço[13]

 Reino Unido
- Royal Naval Air Service
- Royal Air Force
  - No. 228 Squadron RAF
  - No. 234 Squadron RAF
  - No. 240 Squadron RAF
  - No. 249 Squadron RAF

 Estados Unidos
- United States Navy
- American Trans-Oceanic Company

## Especificações (Model H-12A)
Dados de: Curtiss Aircraft 1907–1947, British naval aircraft since 1912
Descrições gerais
- Tripulação: 4
- Comprimento: 14,17 m (46 ft)
- Envergadura: 28,258 m (93 ft) (aerofólio RAF 6)[16]
- Altura: 5,03 m (17 ft)
- Área alar: 113,0 m² (1 220 ft²)
- Peso vazio: 3 308 kg (7 290 lb)
- Peso bruto (carregado): 4 831 kg (10 700 lb)

Motorização
- Número de motores: 2x
- Tipo do motor: Rolls-Royce Eagle-I V-12 refrigerado a água
- Rolls-Royce Eagle-I (275 hp)
- Rolls-Royce Eagle-VII (345 hp)
- Rolls-Royce Eagle-VIII (375 hp)
- Descrição do propulsor/hélice: Hélices de passo fixo de 4 pás

Performance
- Velocidade máxima: 137 km/h (85,1 mph)
- Autonomia: 6 hs
- Razão de subida: 1.71 m/s
- Tecto de serviço: 10 800 m (35 400 ft)

Armamentos
- Metralhadoras/canhões: 4 metralhadoras Lewis .303" (7,7 mm) em montagens flexíveis
- Bombas: 4 × bombas de 100 lb (45 kg) ou 2 × bombas de 230 lb (100 kg) abaixo das asas